# コルビーのラトラムヌス
コルビーのラトラムヌス（羅: Ratramnus Corbiensis、? - 870年頃）は、フランク人修道士にしてカロリング朝期の神学者。聖餐論や予定説に関する著作で知られる。彼の聖餐論に関する論考『主の肉と血について』(羅:De corpora et sanguine Domini)はコルビー修道院長としての彼の後任者パスカシウス・ラドベルトゥスの実在論的な聖餐神学に抗するものであった。ラトラムヌスは、9世紀のフランス・ドイツで多くの論争の中心となった修道士オルベのゴデスカールクスの二重予定説に抗弁したことでも知られる。ラトラムヌスが生前最も知られることになった功績はおそらく、フォティオスのシスマに対する反動として、そしてニカイア・コンスタンティノポリス信条に対するフィリオクェの付加の擁護として、「ローマ教会を中傷するギリシア人たちの異議に抗した」ことであるとされる。

## 生涯
ラトラムヌスの生涯はほとんど知られていないが、844年にパスカシウス・ラドベルトゥスがベネディクト会のコルビー修道院長に選出された際にラトラムヌスが同修道院の付属学校長になったと主張する者もいる。加えて、彼はシャルル禿頭王とちょうどいい程度に密接な関係を持っていたとみられる。

## 聖餐論
831年-833年の間のいつごろかに、コルビー修道院の教師だったパスカシウス・ラドベルトゥスが『主の肉と血について』(羅:De corpora et sanguine Domini)を執筆し、聖別の瞬間に祭壇上のパンとワインがイエス・キリストの肉と血と同一のものになるという説を明文化した。パスカシウスは、祭壇上の肉と血はキリストが地上で受肉した際の肉と血そのものと精確に同一物であると明言した。彼は生産について記述する際に形状(羅:figura)と真実(羅:veritas)を区別しているが、これはそれぞれ「見かけ上の外観」と「信仰が教えるもの」を意味すると彼自身は理解していた。パスカシウスの論考の結果として議論が起こることはなかったようで、初めのうちは彼は本論考をかつての弟子に教育する際の助けとして献呈したとみられている。後に、844年頃にも、パスカシウスは本論考を改訂してシャルル禿頭王に献呈している。 

シャルル禿頭王は843年にコルビーを訪れると、ラトラムヌスと会見して聖餐の説明を求めたとされる。その際に皇帝に対してラトラムヌスが提出したのが、同名の論考『主の肉と血について』(羅:De corpora et sanguine Domini)であった。本論考の中でラトラムヌスは、ミサの際のパンとワインはキリストの肉と血を比喩的に表し、キリストを記憶するものとして働くが、本当に(感覚によって認識できるようなかたちで)キリストの心の肉と血なのではない、という精神的な見方を唱道した。ラトラムヌスはパスカシウスが聖餐論に用いたのと同じ二つの術語(figuraとveritas)を使ったが、異なる意味で使った。ラトラムヌスにとって、veritasは「感覚によって認識できること」を意味した。すると、聖餐は外見においては変化せずパンとワインに留まり、文字通りキリストの歴史的に受肉した肉体ということはないのだから、この意味では聖餐は「真に」キリストの血と肉ではないのであった。 
この議論は有罪宣告のような結果を伴わず、二人の修道士のうちどちらも相手の著作を引用したり言及したりすることがなかった。このため、Willemein Ottenはパスカシウスとラトラムヌスの互いに異なる立場の伝統的な解釈に対して「論争がある」として挑戦している。

## 予定説
840年代-850年代に、ラトラムヌスはオルベのゴデスカールクス(803年頃-868年)の教説に関する論争に巻き込まれた。ラトラムヌスは830年頃に放浪教師がコルビー修道院に滞在した際に初めてゴデスカールクスに遭遇したとみられており、後には大司教ランスのヒンクマルスとゴデスカールクスが論争になった際にゴデスカールクスを支援している。ゴデスカールクスは一種の二重予定説を説き、神は選ばれた者と堕ちる者の両方を予定されたと唱えた。

851年にヨハネス・スコトゥス・エリウゲナがゴデスカールクスの教えに対する反駁を委託されたが、彼の著書『神の予定に関する論考』は、あらゆる種類の予定説を根本的に否定しており、この否定がラトラムヌスやリヨンのフロールスの怒りを誘った。これに対する返答として、ラトラムヌスは二巻からなる著書『神の予定について』(羅:De Praedestinatione Dei)を執筆して二重予定説を弁護したが、罪も予定されているという考えには反対した。

## フィリオクエ
その後半生において、ラトラムヌスはフォティオスのコンスタンティノープル総主教叙任に関する東西のキリスト教の863年-867年のシスマに応答した。広範にわたる論争が東西の様々な意見不一致に広がり、総主教の叙任、ブルガリアにおける宗教裁判権、そしてニカイア・コンスタンティノポリス信条に対する西方側の「フィリオクエ」の挿入などが問題となった。ラトラムヌスによる西方神学の擁護と「ローマ教会を中傷するギリシア人たちの異議に抗する」ことは概して「フィリオクエ」の証明に占められたが、この仕事の最後の部分はトンスラや聖職者の独身といった他の意見不一致を扱っていた。

## その他の著作
ゴデスカールクスを支持したことを示す他の史料としては、ランスのヒンクマルスが提案した定式化(羅:summa deitas)に反対してゴデスカールクスによる三位一体の定式化(羅:trina deitas)を支持するような教父文書をラトラムヌスが編纂したものがある。
また、ラトラムヌスは奇異な『犬の頭をした生物に関する書簡』を執筆しており、神話的な犬面人が動物であるという一般に広まっていた信念と意見を異にしている。これに対して、理性的能力を持つ生物は当然人間と関係づけられるべきであり、動物ではないと彼は主張した。
ラトラムヌスは別の論考『キリストの生誕』を著しているが、これはパスカシウスの『聖処女の誕生について』(羅:De Partu Virginis)に対する応答だと考えられている。本論考の中でラトラムヌスは、キリストの真の人性を損なわないために、処女マリアからのキリストの誕生は通常の人間と同じ方法で起こったという説を弁護している。
ラトラムヌスは魂に関する二篇の論考を著しており、伝統的なアウグスティヌス心理学を支持している。まず、『霊魂論』はマカリウス・スコトゥスなる人物に反論するために書かれ。次の『魂についての書』はサン・ジェルメ・ド・フリ修道院の匿名の修道士が立てた説―全ての人間が普遍的な唯一の理性に与っている―に挑戦したもので、ボーヴェのオドに提出された。『魂についての書』でラトラムヌスは魂は普遍的ではありえず、個別的でしかないと主張した。
ラトラムヌスの著作は全体として、ボエティウスの『エウテュケス駁論』を範としたとおぼしき方法論的に行き届いた明快性・一貫性を特徴とする、と中世の学者ジュリオ・ドノフリオが評している。

## 後世の評価
いくつかの点で、ラトラムヌスの聖餐に関する著作『主の肉と血について』はヨハネス・スコトゥス・エリウゲナの著作と混同された。11世紀に、トゥールのベレンガリウスが、ベックのランフランクスとの論争において自身の聖餐論の典拠として「エリウゲナ」の著書に飛びつき、1050年のヴェルチェッリでの地方教会会議で即座に有罪宣告されている。1100年頃に、いくつかの著作でラトラムヌスの名が間違ってベルトラムスと書写されたことでさらに混乱が起き、19世紀に至るまでこの間違いが存続した。
16世紀に、ラトラムヌスの著作が再び論争の中心となった。『主の肉と血について』が1531年に印刷された後に、プロテスタントの宗教改革者がカトリックの実体変化説に対する反論として本書に飛びついたのである。本書はイングランドで特に影響力が強く、トマス・クランマーがラトラムヌスによって反実体変化説を確信したと述べている。Willemein Ottenがこう書いている: 
「プロテスタントはラトラムヌスの聖餐論の象徴説的な解釈を強調して、聖餐に関する彼らの概して記念的な解釈の線にラトラムヌスを置いたが、カトリックはそれにもかかわらずラトラムヌスが教会の、すなわちローマ・カトリック教会の信仰深い息子であることを示そうと骨折った。」